# ラクガキ キングダム
『ラクガキ キングダム』(Rakugaki Kingdom)は、タイトーより配信されていたスマートフォン向けゲームアプリ。サービス期間は2021年1月28日 - 2021年11月2日。基本プレイ無料（アイテム課金制）。

## 概要
2019年7月5日にカウントダウンサイトが公開され、同月11日に本作が発表。ラクガキ王国シリーズの流れを組む作品となり、『ラクガキ王国2 魔王城の戦い』以来15年ぶりとなるシリーズ最新作となる。
本作では、スマートフォン向けゲームでは初の『ラクガキシステム』を採用。プレイヤーが作成した絵をゲーム内のキャラクターとして育成しながら、物語を進めていく。対戦は初代のようなコマンド選択式対戦のチーム戦となっている。本作では描いたラクガキの内容が直接的な性能にならないように、ラクガキそのものと設定されるパラメータについては分離した内容になっている。ラクガキを編集で書き換えてもパラメータはそのまま維持される。
上記により、ラクガキを描く純粋なモデリングツールとしても機能するようになっている。作成したキャラクターは『ラクガキガレージ』へ共有することができ、他のプレイヤーが作成したキャラクターもダウンロードして育成することが可能。作成したラクガキはVRM形式でデータ化されており、当アプリ内ではPixivが提供している『Vroid HUB』と連携することもできる。VRMの著作権保護の仕様として、保護設定が付与されたラクガキを部分的なのも含めて利用した場合、そのラクガキ枠でのアップロード自体が不能になる。
本作に関して、ユーザーで盛り上げる企画として登録型の「ラクガキサポーターズ」が存在。本作に関するSNSでの活動やイラスト投稿を行うことでポイントを獲得。それに応じて特典やリアルイベントへの参加が行える。関連して、2019年8月には抽選によるクローズドβテスターを募集、描いたラクガキをSNSに投稿することができる。
当初の配信予定は2019年冬季から2020年春前の時期としていたが、クオリティアップを理由として2020年夏期へ1度目の延期を行う。その後さらに2021年1月へと延期し、1月28日より正式サービスが開始された。
2021年7月28日にバージョン2.0アップデートを実施し、一部ゲームシステムがリニューアルされた。
2021年11月2日をもってサービスを終了した。

## ゲームシステム
育成シナリオで育てたラクガキ3体でチームを組み、クエストで相手のラクガキチームと戦うのが主なゲーム内容である。
それらをプレイするにはスタミナが必要であり、3分に1回復するが育成シナリオでは一日一回だけスタミナ消費なしでプレイできる。なおスタミナは100で固定である。一部モードではスタミナではなく、1日ごとのに設定された挑戦回数を利用する。
本作で育成･バトルに使用するラクガキはいつでも作ることが可能。自分で描くことができるほか、あらかじめ用意されたプリセットおよびメインシナリオ中に登場する敵のラクガキ、他のユーザーがアップロードしたラクガキをもとに編集することもできる。

### 育成シナリオ
ラクガキの基礎となる属性や、パラメータ強化、スキル･アビリティを習得することができる。シナリオ形式で進行し、4フェースとフェースごとの9パート、計36パートのシナリオ中のイベントや選択肢の選び方、ラクガキの調子など、さまざまな要因で育成結果が変化する仕様。また、ラクガキの育成は一度で完結する仕組みとなっており、再度育成する場合は、育成結果後に前回の結果と比較して維持するか、上書きするかを選択できる。途中で一時中断することも可能。
まず各クロッカーのチームを選び、そこに所属するクロッカーを選んで育成するラクガキを決め、経験値の上昇や習得できる技に関わるトレスターデッキを選ぶ。
次に属性とアイテムを設定し、シナリオ再生有りの「こだわり育成」か、シナリオ再生をせず選択肢を全てスキップしその場で育成が完了する「さくっと育成」を選ぶと育成開始となる。
こだわり育成では、ダイジェスト設定でエピソードを短く簡略化することもできる。さくっと育成を選んだ際に、育成チケット(レアリティ3段階)を使用することで、さくっと育成でも育成結果をある程度優位にすることができる。
特訓はデッキに対応したカードがランダムに選出され、その中から選んだカード3枚に対応した経験値が得られ、その経験値をステータス、スキル、アビリティに指定された種類と量使用することでラクガキを強化できる。
カードの組み合わせと種類によってはボーナスを得られるものの、特訓で消費する絵心が低いと失敗することもある。
カードを選んだ直後、様々なエピソードが発生することがあり、そこでも経験値が獲得できたり、スキルとアビリティも習得できることがある。
シナリオ進行中でもラクガキの強化が可能であり、シナリオ中でバトルやコンテストなどが発生することもあり、その結果に応じて追加で経験値を得ることができる。
こだわり育成、さくっと育成いずれも、育成完了後にアイテムやトレスター強化アイテムなどの追加報酬を得ることもできる。

### トレスター
育成シナリオで、ラクガキの育成を左右するキャラクターたち。
ゲーム内通貨であるカラードロップやチケットを使用してガチャを引くことで獲得できる。
育成シナリオの特訓で出現するカード、エピソードで得られるスキル・アビリティがそれぞれ設定されており、レベルを上げると初期親密度や得られる経験値が増えていく。
レア度はR、HR、SR、SSRの4種類があり、右にいくほど強力なトレスターとなっていく。
集めたトレスターから6人を選んでデッキを組み、前述の通りそのデッキは育成シナリオの特訓や習得できるスキル・アビリティに大きく影響する。
なお、同じトレスターでもレア度違いが存在しているが、同じトレスターを一つのデッキに入れることは不可能である。

### バトル
前述の通り、バトルは3対3のチームバトルで、相手チームを全滅させるか残りターンまでにチームの合計HPが多い方が勝ちとなる。
育成シナリオで習得したスキルをSPを消費して使用することで攻撃やバフ・デバフ、回復などができ、SPはラクガキの行動前に5回復する。
行動の順番はすばやさの高い順で、順番は画面左に表示されている。
バトルの種類はメインクエストと期間限定クエスト、そして他のユーザーのチームと戦い、順位を競うランキングバトルがあるが、どちらもルールは同じである。

## 登場人物
イーゼル
声 - 沢城みゆき
パレット・ツリーに選ばれた世界の案内人。重大な秘密を抱えている。
セピア
声 - 野沢雅子
イーゼルと共に行動するタヌキの姿をした精霊。落ち着いている性格だが、毒舌を言う性格でもある。
ビビット
声 - 古川登志夫
セピアと同様、イーゼルと共に行動するキツネの姿をした精霊。鋭いツッコミでクロッカーに活を入れる。

### クロッカー
想像性と創造性を有し、ラクガキを生み出すことができる絵心を持つ人々。
ラクガキバトルの参加に際して、3人1組のチームが組まれている。

#### ラクガキカルテット
彼らの育成シナリオでは「フィーバーゲージα」が存在しており、育成を進めてゲージを100%まで貯めると強力なフィーバーカードを一度だけ特訓で使用できる。
暁ヒロト
声 - 島﨑信長
絵を描くことが好きで、イラストレーターを目指す高校生。目標に向かって一直線に走る、純粋さと熱に溢れている。パートナーはフーディ。
彼のルートは攻撃とHPを上げやすい。
新藤ミズチ
声 - 中村悠一
作家を目指す理論派の高校生。無駄なものは切り捨て、常に効率性を重視するが、その考え方が災いし、周囲からは冷淡と思われがちである。パートナーはヴィーパー。
彼のルートは防御とSPを上げやすい。
桃瀬ユノ
声 - 高野麻里佳
快活な高校生。しっかり者で面倒見がよく、どんなことでも一通りこなせるものの、器用貧乏なのが悩みの種。パートナーはチャーボ。
彼女のルートはすばやさと防御を上げやすい。

#### チーム・ノワール
阿須間シオン
声 - 中井和哉
ガラが悪いが男気はある人情派の青年。誰にでも分け隔てなく接するが初対面では怖がられることを気にしている。パートナーはカゲミツ。
宮前ツカサ
声 - 早見沙織
佇まいを併せ持つ医大生。損得を考えるがめつい性格だが、根にはお人好しで、ダメ男を放っては置けない。パートナーはD-9。
結城レイ
声 - 岡本信彦
どこか浮世離れした雰囲気の青年。幼小から言われるままに描いてきたので本当に創りたいものを見つけられずにいる。パートナーはヌル。

#### レイジングパレット
雪片カナデ
声 - 大空直美
絶大な支持を得るカリスマ・シンガーソングライター。周囲の評価を気にせず、「自分の音楽」をストイックに求めている。パートナーはキュービ。
七海ナギ
声 - 藤井ゆきよ
アイドルグループ「.CUTELINE」のメンバー。勉強も運動も苦手だが、努力を貫くことに関しては常人離れしたメンタルの強さを持つ。パートナーはパクミン。
志島リョウ
声 - 神谷浩史
数々のアーティストに楽曲を提供する作曲家。他人との衝突を避けるため、大人として一歩引いた意見を口にすることが多い。パートナーはセレナータ。

### トレスター
ラクガキたちのように特殊な性質の技を駆使できる人たち。クロッカーやラクガキの指導を担当し、ラクガキに自身の技を伝授することもできる。
藤丸
声 - 佐倉綾音
美味しい物が大好きな少女。世界中を食べ歩きしたいという夢を叶えるため、お金を稼いでいる。
グランディ・ドラゴ
声 - 稲田徹
鍛冶屋のような風貌の男。快活で実直な頼もしい兄貴分。
ナッシュ・ウェイカー
声 - 杉田智和
探偵事務所の所長。世界の全てを知りたいという願いを持つ。
ロッゼ・モナムール
声 - 悠木碧
ナッシュの探偵助手。可憐さを武器にしているが真摯な気持ちを求めている。